# Lithiumtetramethylpiperidid
Lithiumtetramethylpiperidid ist eine chemische Verbindung des Lithiums aus der Stoffgruppe der Metallamide.

## Gewinnung und Darstellung
Lithiumtetramethylpiperidid kann durch Reaktion von trockenem 2,2,6,6-Tetramethylpiperidin mit n-Butyllithium in Diethylether- oder Tetrahydrofuran-Lösung gewonnen werden.

## Eigenschaften
Lithiumtetramethylpiperidid liegt in THF-Lösung als Dimer-Monomer-Gleichgewichtsmischung vor, wobei Additive wie HMPA die Monomerkonzentration erhöhen. Die Röntgenstrukturbestimmung zeigt, dass die Verbindung als Tetramer aus n-Hexan/Pentan-Gemischen kristallisiert.

## Verwendung
Lithiumtetramethylpiperidid kann zur selektiven Deprotonierung von Aromaten, Heteroaromaten und aliphatischen Verbindungen in Gegenwart einer Vielzahl von funktionellen Gruppen verwendet werden.